# Fani (Insel)
Fani (indonesisch: Pulau Fani) ist eine Insel der Asia-Inseln in der Halmaherasee. Sie ist die größte der Inselgruppe und zugleich die nördlichste Insel im Raja-Ampat-Archipel.
Fani liegt im Norden der Asia-Inseln, 1 km südwestlich liegt die Insel Igi, 5 km südwestlich die Insel Miarin. Alle Inseln der Gruppe sind dicht bewachsen, unbewohnt und von einem gemeinsamen Saumriff umgeben.